# 菜溪乡
菜溪乡是中国福建省莆田市仙游县下辖的一个乡。菜溪乡原名象溪乡，2008年12月31日更名为菜溪乡。

## 行政区划
菜溪乡下辖以下地区：
象星村、黄洋村、园宅村、北象山村、溪边村、菜溪村、石满村和石峰村。